# Mutsamudu
Mutsamudu (arab. موتسامودو) – miasto w Komorach, na wyspie Anjouan, ośrodek administracyjny prowincji Anjouan, 25 471 mieszkańców (2010). Założone w 1482. Drugie co do wielkości miasto Komorów. Miejsce urodzenia byłego prezydenta kraju Ahmeda Abdallaha Sambiego. Ośrodek regionu rolniczego, produkcja olejku ilangowego, przetwórstwo ryb, pozyskiwanie drewna, lotnisko.